# Liste des communes d'Aragon

Communes de l'Aragon (en 2006).

La liste des communes d'Aragon est accessible ci-dessous, par province :
- Communes de la province de Huesca
- Communes de la province de Teruel
- Communes de la province de Saragosse